# Tafelbild (Malerei)

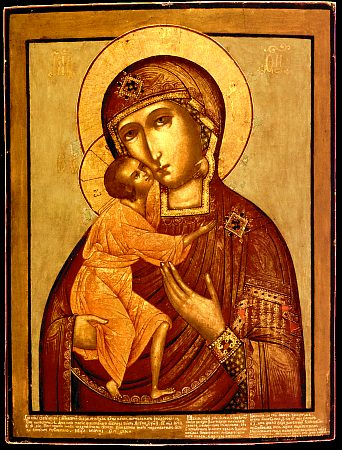
Ikone im byzantinischen Stil, 10. Jahrhundert

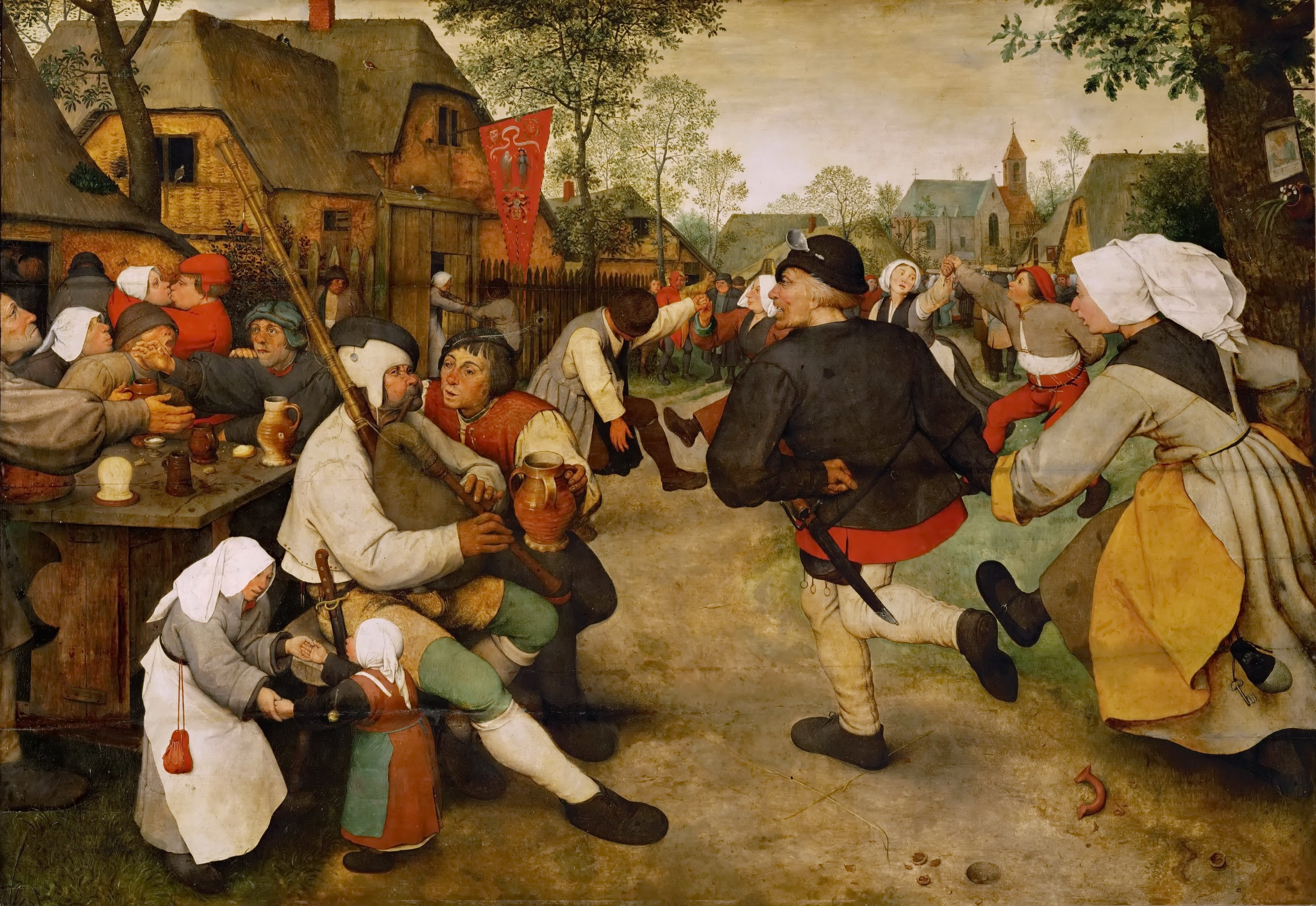
Bauerntanz, Pieter Bruegel d. Ä., um 1568

Als Tafelbild wird in der bildenden Kunst die bildliche Darstellung auf flachem, festem Material wie Holz, Ton, Metall, Elfenbein bezeichnet. Sie unterscheidet sich damit, wo es sich um Wandvertäfelungen und kolorierte Holzdecken handelt, von der Wandmalerei, bei der direkt auf einem mineralischen Grund gearbeitet wird.
Sonst spricht man auch bei der Bemalung von Holz- und anderem Mobiliar im Allgemeinen von Tafelmalerei, sowohl, wenn es sich um Verzierung handelt (Dekorationsmalerei), wie auch, wenn es als eigenständige Bildwerke gedachte Elemente sind, so etwa dem Altarblatt, oder als Bild auf einem Malbrett (dem Tafelbild im eigentlichen Sinne, Bild „auf Holz“, bzw. Holztafelbild): So nennt man auch bildliche Darstellung auf dem Blatt (dem mittigen Flächenelement) jeder gestemmten oder gefüllten Arbeit eine Tafelmalerei, auch bei der Füllungstür als Bauteil des Hauses und auch der Möblierung, sowie der Kassettendecke, und ähnlichen dekorativ reizvollen Platzierungen.
Nicht von Tafelmalerei spricht man – obschon die Techniken recht verwandt sind – bei der Fassung (Bemalung), etwa dreidimensionaler Objekte wie Skulpturen und Zierleisten: Der ebene, flächenhafte Bildgrund gehört zum Wesen der Tafelmalerei. Auch das Großflächige gehört zum Charakter, bei kleinteiliger Malerei auf feste Materialien spricht man von Miniaturmalerei.

## Geschichte
Die Tafelmalerei der klassischen Antike begann mit den griechischen Pinakes im 8. bis 6. Jahrhundert v. Chr. und setzte sich im 5. Jahrhundert in den byzantinischen Ikonen fort.
In der westlichen Kunst begünstigte vor allem die Entwicklung des Altarretabels die Entwicklung der Tafelmalerei. Ihre Aufgabe war zunächst allein die Darstellung religiöser Motive im Altarbild.
Während im 14. Jahrhundert sich nördlich der Alpen vor allem die Tafelmalerei als eigenständig weiterentwickelte, blieb in Italien zunächst die Wandmalerei gleichbedeutend. Seit der Renaissance war eine Tafelmalerei, die vom Altarbild unabhängig ist, der vorherrschendere Gegenstand. Sie wurde aber bald von der Leinwandmalerei weitgehend verdrängt: Der Tafelmalerei sind in der Größenbeschränkung des Malgrunds, auch mit Fortschreiten der Technik der flächenbildenden Holzverbindungen, Grenzen gesetzt, während die Leinwand auch Monumentalbilder erlaubt. An der Wand galt die Wandmalerei (besonders in der Technik des Fresko, aber auch als technisch einfacheres Secco) immer als dauerhafter – auch, als die Anwendung der Leinwand an der Wand, die Tapete, die Holztafelung der Innenräume zu verdrängen begann. Nur in der Möbeldekoration hat sich die Tafelmalerei als unverzichtbar bis in das 20. Jahrhundert erhalten, wie auch in speziellen Sujets, so der orthodoxen Ikone.
Die Malfläche in der Tafelmalerei wird in der Regel mit einer Grundierung oder Untermalung versehen. Auf rauerem Untergrund und insbesondere auf arbeitendem Holz wird auch ein Kreidegrund appliziert. Als Maltechnik dienen vorwiegend Temperamalerei und Ölmalerei, in jüngeren Jahren Acrylfarben.
Tafelbilder, welche im 19. Jahrhundert vielfach gespalten wurden, um Vorder- und Rückseite präsentieren zu können, wurden auf der neuen Rückseite vielfach mit einer sogenannten Parkettierung (einer gitterartig angebrachten Stabilisierung aus Holzleisten) versehen, die das Holz der Tafel „arbeiten“ lassen und Risse möglichst verhindern sollen.

## Beispiel
Der Wildunger Altar des Conrad v. Soest zählt zu den bedeutenden Werken der Tafelmalerei.